# Miss Univers Suède
Miss Univers Suède, est un concours de beauté féminine suédois, qui est qualifié depuis 2009 pour l'élection de Miss Univers, anciennement sélectionné par Miss Suède.

## Les miss
| Année | Gagnante         | Représentante | Placement de Miss Univers |
| ----- | ---------------- | ------------- | ------------------------- |
| 2009  | Renate Cerljen   | Skåne         | Top 15                    |
| 2010  | Michaela Savic   | Skåne         |                           |
| 2011  | Ronnia Fornstedt | Skåne         |                           |
| 2016  | Ida Ovmar        |               |                           |